# Zandmuur
Zandmuur (Arenaria) is een geslacht dat behoort tot de anjerfamilie (Caryophyllaceae). Het telt 150 tot 300 soorten. De soorten komen voor in de gematigde en koudere gebieden van het noordelijk halfrond.

## Soorten
- Arenaria aberrans
- Arenaria aculeata
- Arenaria balearica
- Arenaria bolosii
- Arenaria bryophylla
- Arenaria capillaris
- Arenaria ciliata
- Arenaria congesta
- Arenaria decussata
- Arenaria fendleri
- Arenaria franklinii
- Arenaria glabra
- Arenaria gothica
- Arenaria graminifolia
- Arenaria gypsophiloides
- Arenaria juncea
- Arenaria lateriflora
- Arenaria livermorensis
- Arenaria macradenia
- Arenaria macrophylla
- Arenaria montana
- Arenaria nevadensis
- Arenaria norvegica
- Arenaria paludicola
- Arenaria procera
- Arenaria radians
- Arenaria serpyllifolia (Gewone zandmuur)
- Arenaria ursina
- Arenaria verna

... · 
Agrostemma · 
Arenaria (Zandmuur) · 
Cerastium (Hoornbloem) · 
Colobanthus · 
Corrigiola · 
Dianthus (Anjer) · 
Gypsophila (Gipskruid) · 
Herniaria (Breukkruid) · 
Holosteum · 
Honckenya · 
Illecebrum · 
Lychnis (Koekoeksbloem) · 
Minuartia (Veldmuur) · 
Moehringia · 
Moenchia · 
Myosoton · 
Petrorhagia (Mantelanjer) · 
Polycarpon · 
Sagina (Vetmuur) · 
Saponaria · 
Scleranthus (Hardbloem) · 
Silene · 
Spergula (Spurrie) · 
Spergularia (Schijnspurrie) · 
Stellaria (Muur) · 
Vaccaria · 
...